# Federico Rasic
Federico Iván Rasic (Mar del Plata, 24 marzo 1992) è un calciatore argentino, attaccante della Civitanovese.

## Caratteristiche tecniche
È un centravanti.

## Carriera
Cresciuto nelle giovanili del Gimnasia (LP), esordisce in prima squadra il 22 aprile 2012 subentrando al 54' a Cristian Piarrou nel match vinto per 3-2 contro il Guillermo Brown.
Segna la sua prima rete esattamente due mesi dopo, nel match pareggiato per 3-3 contro l'Aldosivi, fissando il punteggio sul momentaneo 2-3.
Il 14 febbraio 2014 viene ceduto in prestito per un semestre ai russi dell'Amkar Perm'. Non disputando alcun incontro, a fine stagione rientra alla base.
L'8 agosto dello stesso anno viene ceduto nuovamente in prestito, questa volta all'Arsenal Sarandí.